# Sainte-Maure-de-Peyriac
 Sainte-Maure-de-Peyriac  là một xã của tỉnh Lot-et-Garonne, thuộc vùng Nouvelle-Aquitaine, tây nam nước Pháp.